# PeerTube
PeerTube is een opensource en decentraal videoplatform dat is opgericht in 2017 door programmeur "Chocobozzz".

## Beschrijving
Het platform maakt gebruik van de WebTorrent-technologie om via peer-to-peer video's aan te bieden, en zo de belasting op individuele servers te minimaliseren. PeerTube hoopt een alternatief te kunnen bieden voor gecentraliseerde platforms zoals YouTube, Vimeo en Dailymotion. Het maakt gebruik van de ActivityPub-standaard, waardoor het naadloos met andere gelijksoortige sites kan communiceren.
In 2023 zijn er op het PeerTube-netwerk ruim 600.000 video's en meer dan 1.000 platforms aanwezig.

## Technologie
Naast video's kijken, uploaden of op reageren heeft PeerTube ook verdergaande functionaliteiten voor de individuele server. Het platform stelt organisaties en gemeenschappen in staat om hun eigen videodienst te hosten, waarbij ze volledige controle hebben over de inhoud, het moderatiebeleid en met welke andere servers de video's gedeeld worden.
Als iemand een video bekijkt, dan komt de video in eerste instantie van de server waar de video staat opgeslagen. Als de video populair is, en veel mensen tegelijkertijd naar de video kijken, dan worden delen van de video onderling uitgewisseld. Dit bespaart capaciteit op de server waar de video opgeslagen staat, waardoor kosten laag blijven.